# Ansfelden
Ansfelden és un poble de l'Alta Àustria, a 289 metres sobre el nivell del mar. El 2021 tenia 17.433 habitants. El poble és conegut perquè allí va néixer el compositor i organista Anton Bruckner. Ansfelden té 2 museus, el Museu Anton Bruckner i el museu d'instruments musicals.

## Fills il·lustres
- Anton Bruckner (1824 - 1896) compositor